# Рязанский уезд (древний)
Рязанский уезд — административно-территориальное образование в составе Московского княжества и Русского царства, образованное на землях бывшего Великого княжества Рязанского.
Существовал с момента присоединения в 1521 году Рязани к Московскому княжеству до губернской реформы Петра I 1719 года.
На севере (по р. Оке) граничил с Замосковным краем, на юге — с Диким полем.

## Природные условия
В природно-географическом отношении Рязанский уезд делился на две части. Заокская территория (Старорязанский стан) располагалась в Мещере, почти сплошь покрытой лесами и изобилующей болотами. Пригодных для сельского хозяйства земель было очень мало, урожаи были невелики, поэтому население занималось различными промыслами: бортничеством, деревообработкой, охотой. Южная часть уезда располагалась в самых плодородных землях Московского княжества и с домонгольских времен являлась житницей северорусских регионов.

## Административное деление
В состав Рязанского уезда входили следующие станы:
- Окологородный;
- Каменский;
- Старорязанский;
- Ростиславский;
- Перевицкий;
- Пехлецкий;
- Кобыльский;
- Моржевский;
- Понисский.

## Крупнейшие города
- Переяславль-Рязанский;
- Зарайск;
- Михайлов;
- Ростиславль;
- Перевицк.

## Экономика
С древнейших времен экономика Рязанского уезда благодаря чернозёмным почвам имела ярко выраженный сельскохозяйственный характер. В первую очередь уезд служил поставщиком зерна для более северных земель России. В посевах большую часть (37,4 %) занимала рожь. Далее следовали овёс (28,8 %), ячмень (21,1 %), пшеница (8,6 %), горох (3,0 %) и конопля (1,0 %). Широкое распространение получило садоводство и овощеводство. Из овощей обычными культурами были лук, капуста, чеснок, репа, редька и морковь, огурцы. В садах росли яблони, груши, сливы и вишни. С. Герберштейн упоминает даже о выращивании дынь.

### Рыболовство
Рыболовство имело важное значение в экономике края, чему способствовало наличие таких крупных рек как Ока и Дон. Из рыб наибольшей популярностью пользовались осетры, стерлядь, лещи, сазаны, щуки. Также шли в употребление караси и язи. Орудием промыслового лова были ези — частокол, забиваемый поперек реки. Менее продуктивной была рыбалка с помощью невода и мережей.

### Охота
Большая (особенно Мещёрская) часть Рязанского уезда была покрыта лесами. Это давало возможность широкой охоты на кабанов, лосей, зайцев. Добывались также волки, медведи, олени, косули. Мех получали от белок, горностаев и куниц. Отдельной статьёй шли бобровые гоны (см. ниже). Из орнитофауны охотничье значение имели утки, глухари, тетерева, рябчики, перепела, лебеди.

### Бобровые гоны
Бобры водились во многих реках Рязанского уезда. Бобёр очень ценился. По свидетельству С. Герберштейна «бобровые меха считаются у них в большой цене; у всех опушка платья одинаково сделана из этого меха потому, что у него природный чёрный цвет». Район широкой охоты на бобров — устья Прони (и вверх до Толпино), сёла Санское, Киструс, Шилово, Терехово.

### Бортничество
Бортничество упоминается в Рязанской земле ещё в «Повести о Петре и Февронье»: братья главной героини были бортниками («древолазами»).